# Lise Girardin
Lise Girardin, née le 15 février 1921 à Genève et morte le 16 octobre 2010 dans la même ville, est une personnalité politique suisse, membre du Parti radical-démocratique. Elle est la première femme à occuper la fonction de maire de Genève, la première fois en 1968-1969, et à siéger au Conseil des États, de 1971 à 1975.

## Biographie
Lise Girardin naît Lise Baud le 15 février 1921 à Genève. Elle est la fille du professeur de mathématiques Ernest Baud et d'Alice Béranger.
Titulaire d'une licence en lettres de l'université de Genève, elle commence sa carrière comme enseignante de français auprès d'élèves allophones avant d'être élue juge assesseur suppléant en 1959 puis députée au Grand Conseil genevois de 1961 à 1973, une année après que le canton de Genève a octroyé le droit de vote aux femmes.
Elle est la première femme membre du Conseil administratif de la ville de Genève (1967-1979) et la première à devenir maire de Genève (1968, 1972 et 1975). Elle est d'ailleurs la première Suissesse à occuper une telle fonction. Pendant les trois législatures où elle est conseillère administrative, elle est responsable du département de la culture et des beaux-arts.
En 1971, elle est la première femme à être élue au Conseil des États, la chambre haute du parlement fédéral (1971-1975). Elle n'est pas réélue en 1975.
Sans se dire féministe, elle s'est engagée en faveur de l'égalité et  a notamment beaucoup travaillé sur la décriminalisation de l’avortement,. Elle a toujours mené ses combats avec beaucoup de courage et de volonté[réf. nécessaire]. En 1971, elle accepte également un mandat économique, devenant membre du conseil d’administration de la Société de banque suisse (SBS). Cela lui est reproché, et elle en démissionne.
De 1984 à 1991, elle est présidente de la Commission fédérale des étrangers, et est alors favorable à un assouplissement de la procédure de naturalisation, en particulier pour les étrangers de la seconde génération.
En 1992, elle s'engage pour l'entrée de la Suisse dans l'Espace économique européen. Son soutien au congé maternité en 2004 figure parmi ses derniers combats politiques.
Elle est mariée et mère d'un enfant.
Elle meurt le 16 octobre 2010 à Genève.

## Hommages
En 2019, son nom a été gravé sur le pupitre qu'elle a occupé au Grand Conseil du canton de Genève. En 2020, la Place des Vingt-Deux-Cantons à Genève est renommée Place Lise Girardin.